# Grand Prix automobile des États-Unis 1968
Résultats du Grand Prix automobile des États-Unis 1968 de Formule 1 qui a eu lieu sur le circuit de Watkins Glen le 6 octobre 1968.

## Classement

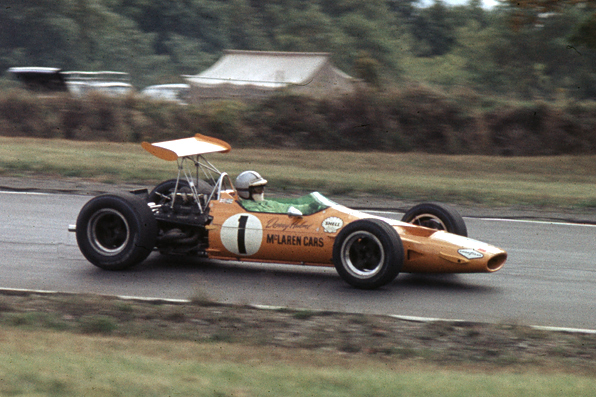
Denny Hulme sur le Glen en 1968

| Pos  | N° | Pilote               | Écurie        | Tours | Temps/Abandon      | Grille | Points |
| ---- | -- | -------------------- | ------------- | ----- | ------------------ | ------ | ------ |
| 1    | 15 | Jackie Stewart       | Matra-Ford    | 108   | 1 h 59 min 20 s 29 | 2      | 9      |
| 2    | 10 | Graham Hill          | Lotus-Ford    | 108   | + 24 s 68          | 3      | 6      |
| 3    | 5  | John Surtees         | Honda         | 107   | + 1 tour           | 9      | 4      |
| 4    | 14 | Dan Gurney           | McLaren-Ford  | 107   | + 1 tour           | 7      | 3      |
| 5    | 16 | Jo Siffert           | Lotus-Ford    | 105   | + 3 tours          | 12     | 2      |
| 6    | 2  | Bruce McLaren        | McLaren-Ford  | 103   | + 5 tours          | 10     | 1      |
| Abd. | 22 | Piers Courage        | BRM           | 93    | Panne d'essence    | 14     |        |
| Abd. | 1  | Denny Hulme          | McLaren-Ford  | 92    | Accident           | 5      |        |
| Nc.  | 19 | Lucien Bianchi       | Cooper-BRM    | 88    | Non classé         | 20     |        |
| Abd. | 3  | Jack Brabham         | Brabham-Repco | 77    | Moteur             | 8      |        |
| Abd. | 4  | Jochen Rindt         | Brabham-Repco | 73    | Moteur             | 6      |        |
| Abd. | 18 | Vic Elford           | Cooper-BRM    | 71    | Moteur             | 17     |        |
| Abd. | 8  | Pedro Rodríguez      | BRM           | 66    | Suspension         | 11     |        |
| Nc.  | 17 | Jo Bonnier           | McLaren-BRM   | 62    | Non classé         | 18     |        |
| Abd. | 6  | Chris Amon           | Ferrari       | 59    | Pompe à eau        | 4      |        |
| Abd. | 21 | Jean-Pierre Beltoise | Matra         | 44    | Transmission       | 13     |        |
| Abd. | 9  | Bobby Unser          | BRM           | 35    | Moteur             | 19     |        |
| Abd. | 12 | Mario Andretti       | Lotus-Ford    | 32    | Embrayage          | 1      |        |
| Abd. | 7  | Derek Bell           | Ferrari       | 14    | Moteur             | 15     |        |
| Np.  | 11 | Jackie Oliver        | Lotus-Ford    | 0     | Non partant        |        |        |
| Np.  | 20 | Henri Pescarolo      | Matra         | 0     | Non partant        |        |        |

Légende :
- Abd.=Abandon

## Pole position et record du tour
- Pole Position : Mario Andretti en 1 min 04 s 20 (vitesse moyenne : 207,533 km/h).
- Tour le plus rapide : Jackie Stewart en 1 min 05 s 22 au 52e tour (vitesse moyenne : 204,287 km/h).

## Tours en tête
- Jackie Stewart 108 tours (1-108)

## À noter
- 5e victoire pour Jackie Stewart.
- 3e victoire pour Matra en tant que constructeur.
- 14e victoire pour Ford Cosworth en tant que motoriste.
- 1re pole position pour Mario Andretti.